# Missão Metodista

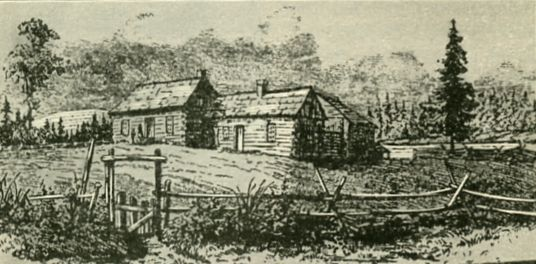
A missão em 1834.

A Missão Metodista foi uma missão fundada no Oregon Country em 1834 pelo Reverendo Jason Lee. Iniciada por missionários protestantes dos Estados Unidos para educar os ameríndios no vale do Willamette, desenvolveu-se como importante centro para a política e economia euro-americanas nos primórdios da colonização do Oregon. As pessoas associadas à missão fundaram o primeiro governo do Oregon. Em 1842 colonizadores fundaram o Oregon Institute como a primeira escola no território para crianças euro-americanas e compraram um edifício da missão originalmente destinado para as crianças indígenas. A missão encerrou por volta de 1844.
A missão fora fundada cerca de cinco anos depois de 90% dos nativos americanos no baixo Vale do Willamette terem morrido em consequência de epidemias de doenças infecciosas. A missão tinha tarefas de ensino e estabelecimento de postos comerciais, mas conseguiu pouco em termos de conversões ao Cristianismo.
Em 1831, vários ameríndios Nez Perce alegadamente viajaram até St. Louis (Missouri) para se encontrarem com o General William Clark da expedição de Lewis e Clark perguntando-lhe sobre o "Deus dos homens brancos". Tal causou um movimento missionário para converter os ameríndios ao Cristianismo. Em 1834 a Igreja Metodista enviou o Reverendo Jason Lee, o seu sobrinho Reverendo Daniel Lee, Cyrus Shepard, Philip Leget Edwards, e Courtney M. Walker para pregar aos Índios Flathead (Salish).